# Databaseschema

Een afbeelding van het MediaWiki-databaseschema.

In een databaseschema wordt de structuur van een databasesysteem beschreven in een formele taal die door het databasemanagementsysteem (DBMS) wordt ondersteund. Deze structuur verwijst naar de organisatie van de data nodig om een blauwdruk te maken van hoe een database wordt geconstrueerd (dat wil zeggen verdeeld wordt over de databasetabellen).
De formele definitie van een databaseschema is een verzameling van formules (zinnen), die integriteitsbeperkingen worden genoemd, die worden opgelegd aan een database. Deze integriteitsbeperkingen zorgen voor compatibiliteit tussen delen van het schema. Alle beperkingen zijn uit te drukken in dezelfde taal. Een database kan worden beschouwd als een structuur in de realisatie van de databasetaal. De toestanden van een gecreëerd conceptueel schema wordt omgezet in een expliciete mapping, het databaseschema. Dit beschrijft hoe reële wereld entiteiten in de database worden gemodelleerd.